# Agrilus obolinus
Agrilus obolinus es una especie de insecto del género Agrilus, familia Buprestidae, orden Coleoptera.
Fue descrita científicamente por LeConte, 1860.